# Gated Reverb
Der Gated Reverb oder auch Gated Ambience ist ein Effektgerät das einen Reverb mit einem Noise Gate kombiniert. Der Effekt wird gewöhnlicherweise dazu genutzt Schlagzeugen einen kraftvollen Klang zu verleihen, während der Gesamtmix sauber und transparent klingt.
Als einer der auffälligsten Effekte in vielen Britischen Pop- und Rocksongs der 1980er Jahre, wurde es 1979 durch Produzent Steve Lillywhite und Toningenieur Hugh Padgham während der Arbeit an Peter Gabriels gleichnamigem dritten Soloalbum bekannt, nachdem Phil Collins in den Londoner Townhouse Studios Schlagzeug ohne Becken gespielt hatte.
Entgegen vielen Hall- oder Delayeffekten emuliert der Gated Reverb nicht einen Hall, der in der Natur vorkommt. Gelegentlich wird der Effekt nicht nur auf Schlagzeugen, sondern ebenfalls für Gesang genutzt.

## Geschichte
Produzent Steve Lillywhite gab an, dass er mit dem "ambience thing" zuerst auf Schlagzeugen während der Produktion von Siouxsie and the Banshees Album The Scream (1978) experimentierte, als Schlagzeuger Kenny Morris bei mehreren Songs ohne Becken spielte. Lillywhite erklärte Journalist John David Robb: “When you listen, you can hear elements of this gated room sound, big compressed room sound that I did on the Banshees.” (deutsch: „Wenn man zuhört, kann man die Elemente dieses Gated Rooms hören, großer komprimierter Raum-Klang, die ich bei Banshees gemacht habe.“). Er erwähnte auch seine Arbeit an The Psychedelic Furs Single Sister Europe, was vor dem Album Peter Gabriel geschah. Lillywhite fiel auf, dass der Klang des Gated Reverb auf der Drum in dieser Form erstmals bei den Aufnahmen zum Album Peter Gabriel unter Toningenieur Hugh Padgham zum Ausdruck kam.
In den Townhouse Studios im Londoner Stadtteil Shepherd's Bush haben Lillywhite und Padgham einen Gated Reverb auf Phil Collins Schlagzeug angewendet, als er in Peter Gabriel Song "Intruder" im gleichnamigen, dritten Soloalbum ohne Becken spielte. Dabei gibt Padgham an, sie haben den Effekt zufällig entdeckt, als er ein Overhead-Mikrofon aufdrehte, das als Talkback diente. Wobei das Mikrofon stark komprimiert wurde und ein Gate eingesetzt wurde.
Collins verwendete den Effekt dann ausgiebig, in als Solokünstler als auch mit andren Musikern. Insbesondere in seinen Hit "In the Air Tonight", produziert von ihm und Padgham. Andere Beispiele von ihm sind "Against All Odds (Take a Look at Me Now)", "I Don't Care Anymore", "I Wish It Would Rain Down", und "You'll Be in My Heart".
Der Gated Reverb wurde in den 1980er Jahren auf zahlreichen Schlagzeugen verwendet, wodurch es zu einem Merkmal der Popmusik dieses Jahrzehnts wurde.
In den 1990er Jahren kehrten viele Bands zu normal klingenden Drums zurück. Die amerikanische Rock-Band Haim nutzten den Gated Reverb auf dem Schlagzeug, in ihrem Studioalbum Days Are Gone (2013). 2018 begannen mehrere zeitgenössische Künstler den Effekt in einige ihrer Rhythmusstücke zu integrieren, darunter Lorde und Beyoncé.

## Bildung

### Live-Raum Methode
Die älteste, meist "natürlichste" Technik kann mit minimaler elektronischer Verarbeitung erreicht werden:
1. Es werden mindestens zwei Mikrofone aufgestellt: Eins um den Schlag selber aufzunehmen und ein Ambience-Mikrofon für den Raumklang. Oftmals ist auch ein Stereopaar-Mikrofon aufgestellt, um das Stereobild oder die Becken zu erfassen.
2. Das Schlagzeug wird in einem sehr stark hallenden Raum (d. h. mit frühen Reflexionen von Wänden, Decken und Böden) aufgestellt.
3. Optional werden die Signale der Mikrofone komprimiert, sodass auch leise Details eingefangen werden.[12]
4. Auf den Ambience-Mikrofonen wird ein Noise-Gate angewendet, was durch die Signale der anderen Mikrofone gesteuert wird.

Das Ergebnis ist eine Drum mit sehr lebendigen Hall, der schnell wieder ausklingt.

### Effektprozessoren
Das Signal der Mikrofone wird an den Effektprozessor geschickt, optional noch an einen Kompressor und ein Noise-Gate. Nachfolgend wird der Reverb nach Belieben zugemischt.